# Jailson Marcelino dos Santos
Jailson Marcelino dos Santos (São José dos Campos, 20 de julho de 1981), é um futebolista brasileiro que atua como goleiro. Atualmente joga pelo Bandeirante de Birigui.

## Carreira

### Oeste
Titular no Oeste, um dos responsáveis por levar o time até então de Itápolis ao mata mata na Série C e vencer a final contra o Icasa.

### Palmeiras
Reserva no Ceará, Jailson foi contratado pelo Palmeiras no final da temporada de 2014. Com o titular Fernando Prass em fase final de recuperação de uma fratura no cotovelo direito e os reservas Fábio, Bruno, e Deola constantemente criticados pela torcida, Devido à experiência (na época com 33 anos), foi contratado a pedido do técnico Dorival Júnior, numa tentativa de resolver os problemas defensivos do clube, que na ocasião ocupava a 17ª posição no Campeonato Brasileiro. Contudo, não teve a chance estrear pelo clube no ano. Logo após sua chegada, Prass, já recuperado da lesão, voltou ao time.
Pouco depois o fim da temporada de 2014, Jailson chegou a ser dispensado pelo Palmeiras, mas o então novo diretor de futebol Alexandre Mattos bancou sua permanência. Estreou pelo Palmeiras no ano seguinte, num amistoso de pré-temporada contra o Shandong Luneng, da China. No fim de abril, foi titular pela primeira vez contra o Sampaio Corrêa, no Maranhão, pela segunda fase da Copa do Brasil, onde o Palmeiras empatou por 1–1 com o time maranhense.
Em 2016, com a lesão de Prass durante a preparação para os Jogos Olímpicos de 2016 e após falhas do então reserva Vagner, Jailson assumiu a meta do time durante o restante da temporada. Após assumir a titularidade, disputou dezenove partidas pelo Campeonato Brasileiro e conquistou o título de maneira invicta (14 vitórias e cinco empates) com uma rodada de antecedência, após vitória por 1–0 sobre a Chapecoense. As atuações em alto nível renderam ao veterano arqueiro, em sua primeira temporada na Série A, os prêmios da Bola de Prata e da CBF de melhor goleiro da competição.
Em julho de 2017, voltou a ser titular contra o Flamengo pelo Campeonato Brasileiro e defendeu uma penalidade máxima de Diego, garantindo o empate em 2–2. A atuação lhe valeu o prêmio de melhor jogador do Palmeiras na partida. Foi promovido ao time titular após falhas de Fernando Prass e disputou a partida de volta das oitavas-de-final da Copa Libertadores contra o Barcelona de Guayaquil. Nos pênaltis, Jailson até chegou a defender uma das cobranças, mas não foi suficiente para evitar a eliminação do time paulista. Após a partida, foi revelado que o arqueiro havia sofrido uma rara lesão no quadril, o que o deixou de fora pelo resto da temporada.
Iniciou a temporada de 2018 como titular, superou a concorrência de Fernando Prass e do recém-contratado e campeão olímpico com a Seleção Brasileira, Weverton. Em 4 de fevereiro, após vitória por 2 a 1 contra o Santos, chegou à incrível marca de 40 jogos e apenas uma derrota pelo clube, tendo participado com defesas importantes durante a partida. Foi o terceiro triunfo em três clássicos disputados. Os dois anteriores foram no Campeonato Brasileiro de 2016: 2 a 1 no São Paulo e 2 a 0 no Corinthians. Em 27 de março, em disputa de pênaltis contra o Santos pelo Campeonato Paulista, defendeu um pênalti e ajudou o Palmeiras a se classificar para as finais do torneio.
Em setembro de 2020, Jailson renovou seu contrato com o Palmeiras até o final de 2021. Em junho de 2021, na partida contra o América Mineiro pelo Campeonato Brasileiro, no Allianz Parque, defendeu um pênalti e ajudou o Palmeiras a vencer o clube mineiro por 2–1. Foi o sexto pênalti defendido pelo goleiro com a camisa do Palmeiras. Em agosto, em partida contra o Atlético Mineiro, Jailson completou 100 jogos pelo Palmeiras. Em dezembro de 2021, o Palmeiras anunciou que não renovaria o contrato de Jailson. Ao todo, o goleiro disputou 104 jogos e conquistou oito títulos pelo clube.

### Cruzeiro
Em dezembro de 2021, dias depois de ter saído do Palmeiras, foi anunciado pelo Cruzeiro, por uma temporada. Entretanto, após a compra do Cruzeiro por parte do ex-jogador Ronaldo, o atleta foi informado, ainda na primeira semana de 2022 e junto com outros atletas, como o goleiro e ídolo celeste Fábio, que não faria mais parte dos planos da equipe, sendo liberado.

### América Mineiro
Após ficar livre no mercado depois de ter seu contrato rescindido pelo Cruzeiro em 7 de janeiro de 2022, como consequência da adequação orçamentária da gestão de Ronaldo, em 20 de janeiro de 2022, foi anunciado como reforço do América-MG por uma temporada.
Em 5 de julho de 2022, acertou a rescisão com o clube, tendo jogado 27 partidas.

### Aposentadoria
Em fevereiro de 2023, Jailson anunciou sua aposentadoria do futebol, aos 41 anos.

### Bandeirante
Em 23 de julho de 2025, 2 anos após ter anunciado a aposentadoria, o goleiro assinou contrato com o Bandeirante de Birigui, aos 44 anos de idade. Assim, retornando sua carreira profissional.

## Títulos
Oeste

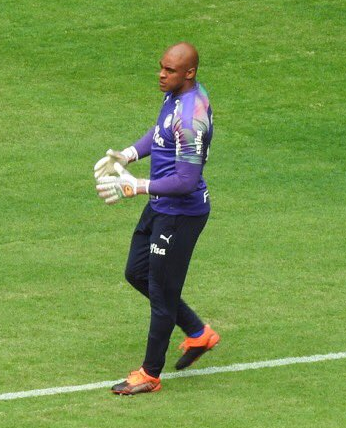
Jailson com o em 2019

- Campeonato Brasileiro - Série C: 2012

Ceará
- Campeonato Cearense: 2014
- Copa dos Campeões Cearenses: 2014

Palmeiras
- Copa do Brasil: 2015 e 2020
- Campeonato Brasileiro: 2016 e 2018
- Florida Cup: 2020
- Campeonato Paulista: 2020
- Copa Libertadores da América: 2020 e 2021

## Prêmios individuais
- Bola de Prata da ESPN de melhor goleiro do Campeonato Brasileiro: 2016[28]
- Prêmio Craque do Brasileirão de melhor goleiro: 2016[29]
- Seleção do Campeonato Brasileiro: 2016[30]
- Homenagem do Troféu Mesa Redonda da TV Gazeta pelo desempenho no Brasileirão: 2016[31]
- Seleção do Campeonato Paulista: 2018
- Craque do Campeonato Paulista: 2018
- Craque da galera do Campeonato Paulista: 2018